# Bimin-Kuskusmin

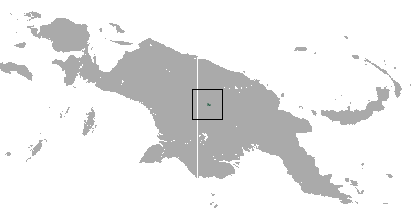
Telefomin Cuscus Distrikt

Die Bimin-Kuskusmin sind eine etwa 1000 Personen umfassende Bevölkerungsgruppe auf Papua-Neuguinea. Ihr Siedlungsraum liegt im quellnahen Bereich des Sepik inmitten der rauen Bergwelt des südöstlichen Telefomin Districts der Provinz Sandaun (ehemals West-Sepik). Westlich des  Stammesgebiets schließt Westneuguinea an, wo grenznah die Ethnien der Ok und Mek siedeln.
Das Volk spricht Oksapmin, eine Papuasprache, die den Trans-Neuguinea-Sprachen zugeordnet wird. Die Bimin-Kuskusmin halten vielfältige Kontakte zu Nachbarstämmen und tauschen sich dabei rituell aus oder für Heiratszwecke. Nicht alle Begegnungen erfolgten in der Vergangenheit mit friedlicher Absicht.

## Geschichte
Festgehalten ist der erste unmittelbare Kontakt zwischen Weißen und den Bimin-Kuskusmin für das Jahr 1957. 1961 wurde in ihrem Gebiet, das seinerzeit aufgrund eines UN-Treuhandmandats von Australien als Territorium Papua und Neuguinea verwaltet wurde, der Patrouilleposten Oksapmin Patrol Post eingerichtet. Nach der Unabhängigkeit Papua-Neuguineas begann der Ethnologe Fitz John Porter Poole 1977 seine Feldforschungen in der Region. Seine territorial versteckte Lage und die bergige Undurchdringlichkeit gewährte dem Volk bis dahin nahezu Kontaktlosigkeit zu Fremdkulturen. Als Poole sein Forschungsprojekt aufnahm, habe er nach eigenen Bekenntnissen eine noch „intakte“ traditionelle Gesellschaft angetroffen.
Das Volk lebt von Gartenbau und Schweinezucht. Die Arbeitsteilung wird streng nach Geschlechterregeln getrennt. Die Männer schwenden und kümmern sich um den Zaunbau. Die Frauen betreiben die Kultivierung der Nutzflächen und holen die Ernte ein, vornehmlich Süßkartoffeln, die als ausgesprochen weibliche Nahrungsquelle gelten. Pandanus und Taro hingegen bewirtschaften die Männer in Eigenregie, den Frauen ist der Zutritt in die eigens angelegten Gärten verboten. Beide Pflanzen assoziieren Männlichkeit. Die Regeln sind aus rituellen Gründen von Bedeutung, da sie die Initiationsriten der Knaben betreffen.

## Imagination und Körperbewusstsein
Die Bimin-Kuskusmin schreiben mehreren körperlichen Sekreten Zeugungskräfte zu. Dies sind das Sperma, das Menstruationsblut, und die weiblichen Sexualsekrete. Eine besondere Bedeutung aber hat agnatisches Blut, eine Substanz, die die Lineage konstituiert und grundsätzlich von beiden Geschlechtern weitergegeben werden kann, in qualitativ hochwertiger Form jedoch nur vom Mann. Agnatisches Blut erschöpft sich bei den Frauen nach drei Generationen. Weitergegeben werden kann es nur von den Männern, um die Abstammungsgruppe am Leben zu halten. Als mit den Männern wesensverwandt gelten wilde Eber, denn auch in ihnen zirkuliert agnatisches Blut. So erschaffen sich die Männer soziale, politische und spirituelle Beziehungen über eine menschliche Lebenslänge hinaus und emergieren eine Dimension sozio-spiritueller Unsterblichkeit. Die Dreieinigkeit von Sperma, agnatischem Blut und finjik spirits, eine Art Zeugungsgeist des Vaters im Sohn, führt zu körperlicher, sozialer und spiritueller Dominanz, die das Wachstum und Gedeihen allen männlichen Wesens (auch in Tieren und Pflanzen) anregt. Ähnlich wie bei den Sambia, verbleibt den Frauen allein die Rolle eines Behältnisses für die transformatorische Umsetzung des Samens in Kindeskraft und notwendige Muttermilch. Das Weltbild der Bimin-Kuskusmin ist hinsichtlich der ideologischen Konstituierung des Geschlechtergegensatzes mit der Einteilung in „stark“ und „schwach“ erkennbar virizentrisch geprägt.